# Helmut Drexler

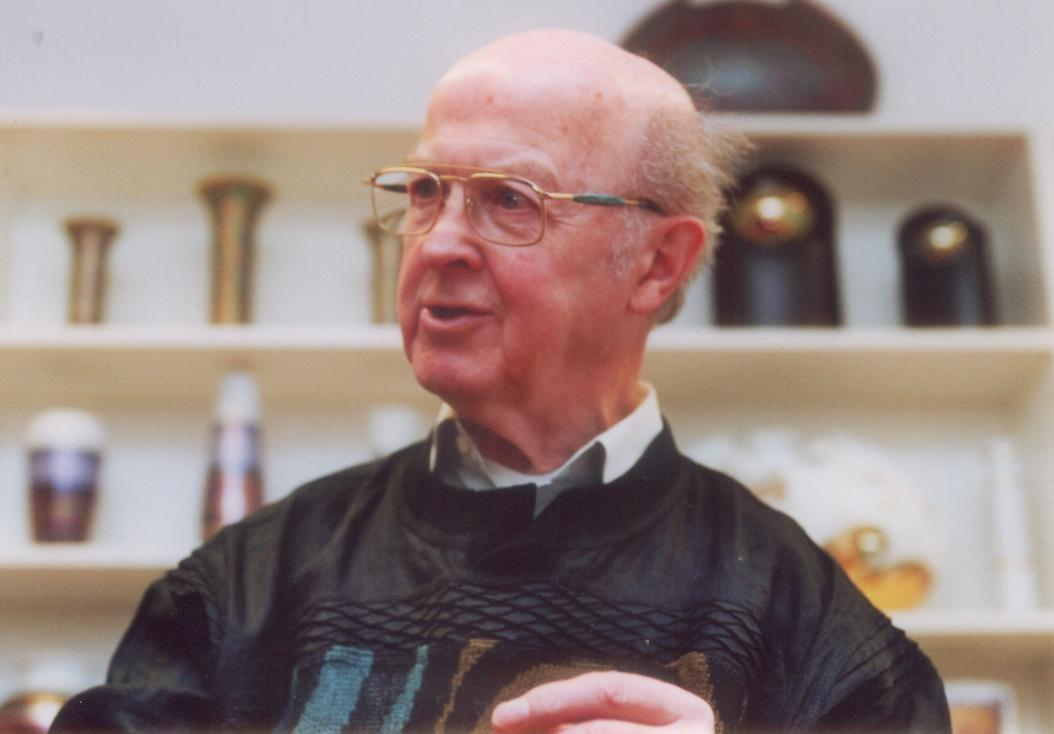
Portraitfoto von Helmut Drexler

Helmut Drexler (* 8. August 1927 in Selb; † 29. September 2016 in Rehau) war ein deutscher Porzellanmaler und -designer, der neue, einzigartige Dekortechniken entwickelt hat.

## Ausbildung und frühe Berufsjahre
Helmut Drexler hatte durch seinen Vater, einen Porzellanmaler bei der Firma Rosenthal AG in Selb, früh Kontakt mit dem Werkstoff Porzellan. Aufgrund seiner sehr guten schulischen Leistungen wurde er 1942 für eine Internatsausbildung zum Lehrer ausgewählt. Doch weil er sich weigerte, in die Hitlerjugend einzutreten, musste er auf der Volksschule bleiben. Sein Vater vermittelte ihm eine Lehrstelle als Porzellanmaler bei Rosenthal in Selb. Als 17-Jähriger wurde er zum Kriegsdienst an der Ostfront eingezogen. Er geriet zuerst in russische Gefangenschaft und musste dann monatelang in polnischer Gefangenschaft im Bergwerk bei Katowice arbeiten. Nach der Entlassung kam er krank zurück nach Selb. 1949 stellte ihn die Firma Rosenthal als Porzellanmaler ein. Das Malen auf Porzellan mochte er am Anfang nicht, weil ihn das Sitzen in starrer Haltung ermüdete. Mit Disziplin erarbeitete er sich jedoch nach und nach große Fertigkeiten. Bald begann er in seiner Freizeit, mit Farben und anderen Materialien auf Porzellan zu experimentieren. Im Jahr 1954 heiratete er seine Frau Käthe, sie hatten keine Kinder.

## Berufliche Karriere

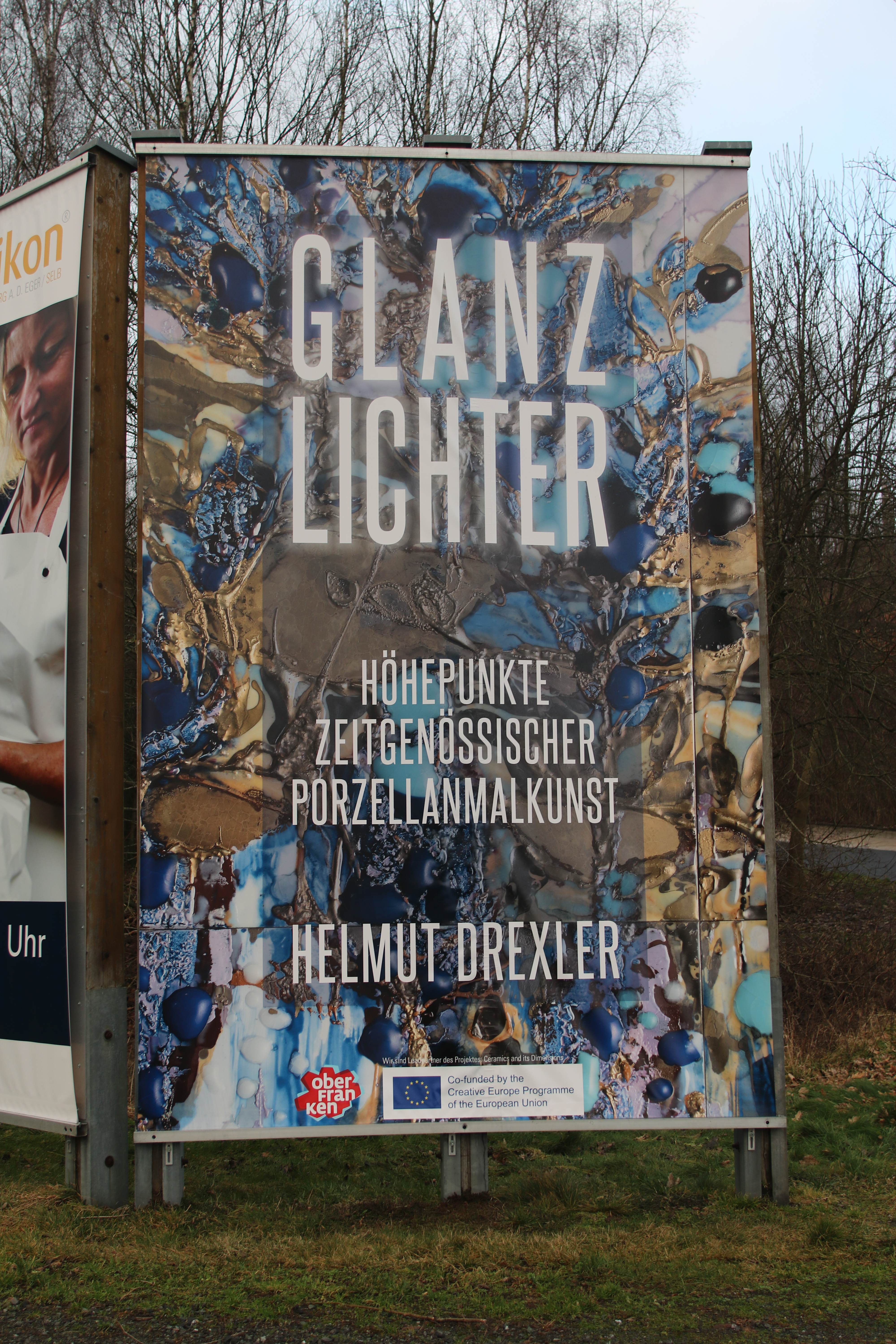
Werbung für die Dauerausstellung

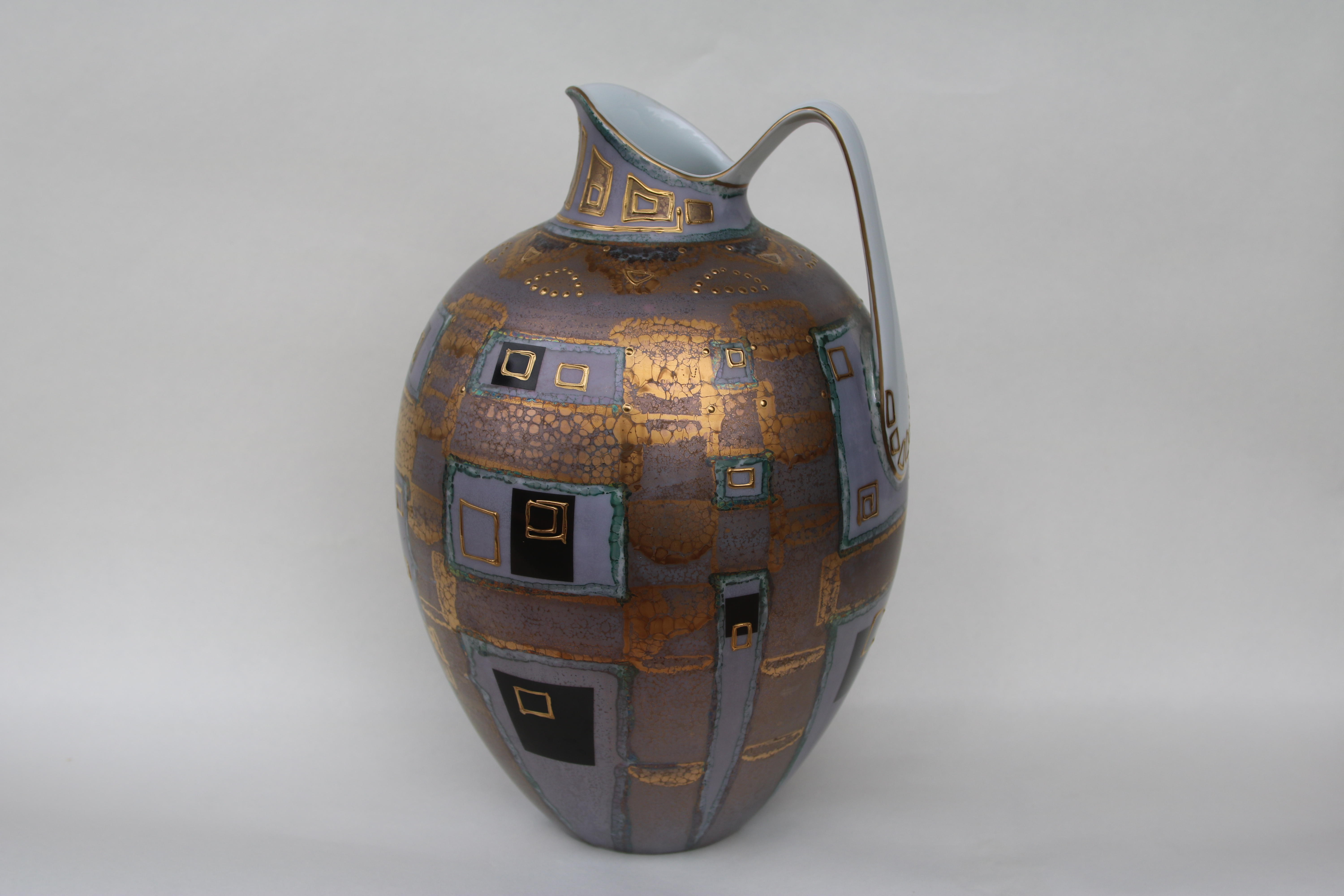
Dekor von Helmut Drexler

1957 wurde Helmut Drexler von der Rosenthal AG zum Meister in der Porzellanmalerei ernannt. 1964 beförderte ihn das Unternehmen zum Obermeister. Von 1970 bis zum Eintritt in den Ruhestand im Jahr 1990 war er Dekorbetriebsleiter und Designer in dem Selber Unternehmen. In dieser Position war er verantwortlich für die Abteilungen Malerei, Druckerei, Schmelze, Ätzerei, Spritzerei, Wischerei und Weißlager.
Aus seinen Experimenten ging eine Reihe von einzigartigen Dekoren hervor, die in den Siebziger- und Achtzigerjahren das Erscheinungsbild der Rosenthal-Produkte wesentlich mitprägten. Einer seiner frühen Erfolge ist das Dekor „Goldfeuer“, das Rosenthal bei den 8. Künstlertagen im Jahr 1985 vorstellte. Es war charakteristischer Bestandteil der zerknitterten Tütenvasen des finnischen Künstlers Tapio Wirkkala. Das Dekor entsteht durch das Zusammenwirken von Gold und Marmorierungslack, wobei Helmut Drexler eine bekannte Technik perfektioniert und weiterentwickelt hat. Für dieses Dekor wird die Glasur zunächst auf das Porzellan geätzt. Darauf folgt ein flächiger, unterschiedlich strukturierter Goldauftrag. In einem weiteren Arbeitsgang wird das Gold mit einem Marmorierungslack überzogen. Er bewirkt beim Brennen, dass das Gold unterschiedlich dick in den Untergrund eingebrannt wird. Wo das Gold dünner aufliegt, erscheint das Dekor lilafarben, an anderen Stellen zieht es sich zu kräftigen Goldadern zusammen. Dieser Effekt kann durch genaue Kenntnis der Abläufe beim Brennen gezielt gesteuert werden. Jedes Dekor ist ein Unikat, denn die changierende Oberfläche fällt immer wieder anders aus.
Durch den großen Erfolg von „Goldfeuer“ ermutigt, entwickelte Helmut Drexler für die Rosenthal AG weitere einzigartige Dekore, so „Karat“, „Lamina grün“, „Lamina rot“, „Goldmosaik“, „Platinnebel“ und „Goldstrand“. Von seiner Erfahrung profitierten auch andere für Rosenthal tätige Künstler. So war er maßgeblich an der Umsetzung der gestalterischen Idee Bjørn Wiinblads für das Dekor „Scheherezade“ beteiligt. Viele Künstler schätzten die Zusammenarbeit mit ihm und seine profunde Materialkenntnis. Welches Fachwissen sich hinter den Dekoren von Helmut Drexler verbirgt, zeigt sich auch darin, dass es nie jemand erreicht hat, sie zu kopieren.
Helmut Drexler beherrschte auch die klassische Porzellanmalerei meisterhaft. Von 1974 an gestaltete er die jährlichen Weihnachtsteller der Rosenthal Classic Rose Collection mit Ansichten berühmter Bauwerke in Unterglasurmalerei. Vorlagen waren Fotografien, alte Stiche und historische Ansichten.
Seine Arbeiten kombinieren handwerkliches Geschick mit technischen Experimenten und Innovationen. Klassische gegenständliche Motive der Porzellanmalerei, wie Blumen oder Figuren, wichen in seinen Arbeiten zunehmend abstrakten Motiven, die die von ihm entwickelte Farbgestaltung samt Formenspiel hervorhoben.

## Eigenes Atelier
Nach seinem Eintritt in den Ruhestand im Jahr 1990 arbeitete Helmut Drexler im eigenen Atelier weiter, das ihm das Porzellanmuseum in Selb-Plößberg zur Verfügung stellte. Dort experimentierte er und gestaltete zahlreiche Exponate, ausschließlich auf Porzellan von Rosenthal. Nach dem Vorbild von Leistungssportlern übte er bis kurz vor seinem Tod im Alter von 89 Jahren jeden Tag das Zeichnen, um eine ruhige Hand zu behalten, denn beim Bemalen von Porzellan muss ähnlich wie beim Aquarellieren der erste Strich passen. Wer sich auf dem porösen Untergrund verzeichnet, kann den Teller oder die Schale wegwerfen. Welches Ansehen Helmut Drexler genoss, zeigte ein Auftrag aus Japan. Die Firma Takashimaya aus Tokio und der Kaiserstadt Nara bat ihn um Kurse in Porzellanmalerei. Dafür hielt er sich einige Zeit in Japan auf.

## Freie Kunst
In späteren Jahren wandte sich Helmut Drexler der freien Kunst zu. Er gestaltete Bildwerke, Collagen und dreidimensionale plastische Arbeiten. Als Träger seiner Dekore verwendete er große Porzellanplatten und häufig dünne Plättchen aus Aluminiumoxid, wie sie in der technischen Keramik Verwendung finden. Bis zu fünf Brände waren erforderlich, um Dekormaterialien, die eigentlich nicht miteinander kombinierbar sind, auf einem Stück zu vereinen.

## Werkschau und Nachlass
Helmut Drexlers Arbeiten befinden sich hauptsächlich im Staatlichen Museum für Porzellan in Selb-Plößberg und Hohenberg an der Eger, dem Porzellanikon. Das Museum widmet ihm zwei Dauerausstellungen: „Glanzlichter“ und „Weiße Oase“. Auch andere bedeutende Museen besitzen Arbeiten von ihm. In mehreren Einzelausstellungen waren seine Werke zu sehen. Gemeinsam mit seiner Frau Käthe gründete er die Helmut-und-Käthe-Drexler-Stiftung Ihr vermachte das Ehepaar auch seinen Nachlass. Die Erlöse sind zur Förderung der Porzellankunst bestimmt.

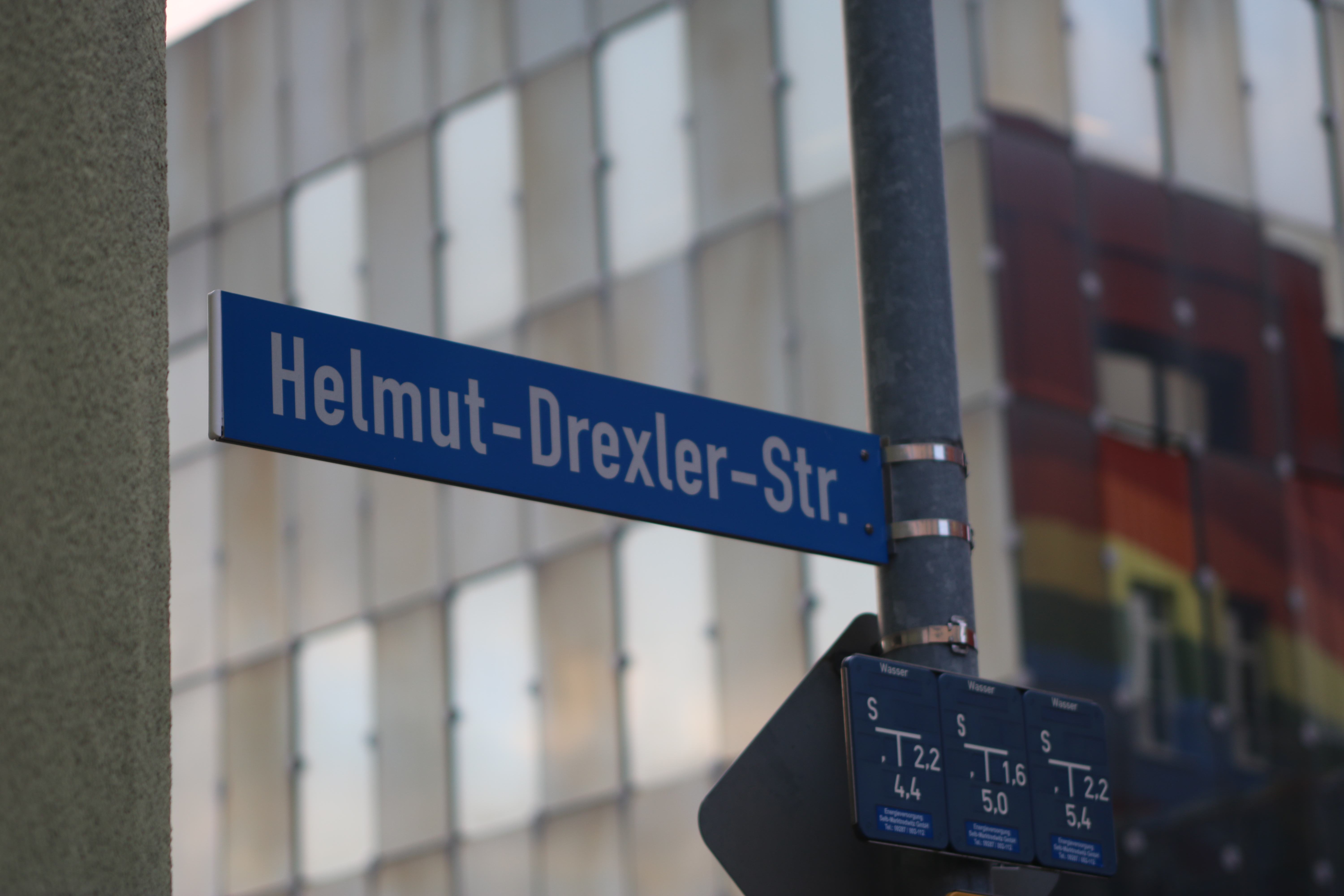
Straßenschild

## Ehrungen
Für sein Lebenswerk wurde Helmut Drexler mehrfach geehrt. Er war Träger des Verdienstkreuzes der Bundesrepublik Deutschland, der Ehrenmedaille des Landkreises Wunsiedel, der Verdienstmedaille der Stadt Selb und des Goldenen Ehrenringes der Stadt Selb. 2017 ehrte ihn seine Heimatstadt Selb, indem sie die Straße, in der er geboren wurde, in Helmut-Drexler-Straße umbenannte.